# Metro Bilbao (empresa)
Metro Bilbao es una sociedad pública dependiente del Consorcio de Transportes de Bizkaia (CTB). Creada el 1 de octubre de 1993, explota el servicio de metro en Bilbao, en sus líneas L1 y L2, siendo el principal operador de la red.

## Competencias
Los servicios de la tercera línea (L3) del ferrocarril metropolitano de la ciudad, puesta en marcha en 2017, cuya infraestructura es empleada parcialmente por las líneas E1 y E3 de Euskotren, son ofrecidos por dicho operador y no por Metro Bilbao. La infraestructura ferroviaria (tendido y estaciones) en que se ofrece el metro de Bilbao está gestionada por, y es dependencia de la Red Ferroviaria Vasca y el Consorcio de Transportes de Vizcaya, en régimen de cotitularidad, al margen del operador del servicio. Metro Bilbao, al igual que Euskotren, se encarga del mantenimiento de sus trenes y la oferta y planificación del servicio en las dos líneas de su competencia.
Igualmente, correspondería a Euskotren la explotación de la ampliación de la línea L3, actualmente en estudio y construcción, que atravesaría el municipio de Sondica, donde realizaría dos paradas: Ola y Sondika (reformándose o sustituyéndose las estaciones actuales, donde Euskotren ya opera la línea del Txorierri o E3). De allí, continuaría hacia el aeropuerto de la capital vizcaína, donde contaría con una nueva estación.
Existen también dos líneas más en estudio: "L4" y "L5". Sobre ellas, en un principio se anunció que Metro Bilbao se ocuparía de su explotación. Sin embargo, las dificultades y consiguientes cambios en sus planificaciones y diseños a lo largo de los años hacen probable que Euskotren se haga cargo, en última instancia, de ambas o alguna de ellas.[cita requerida]